# Anantapur (stad)

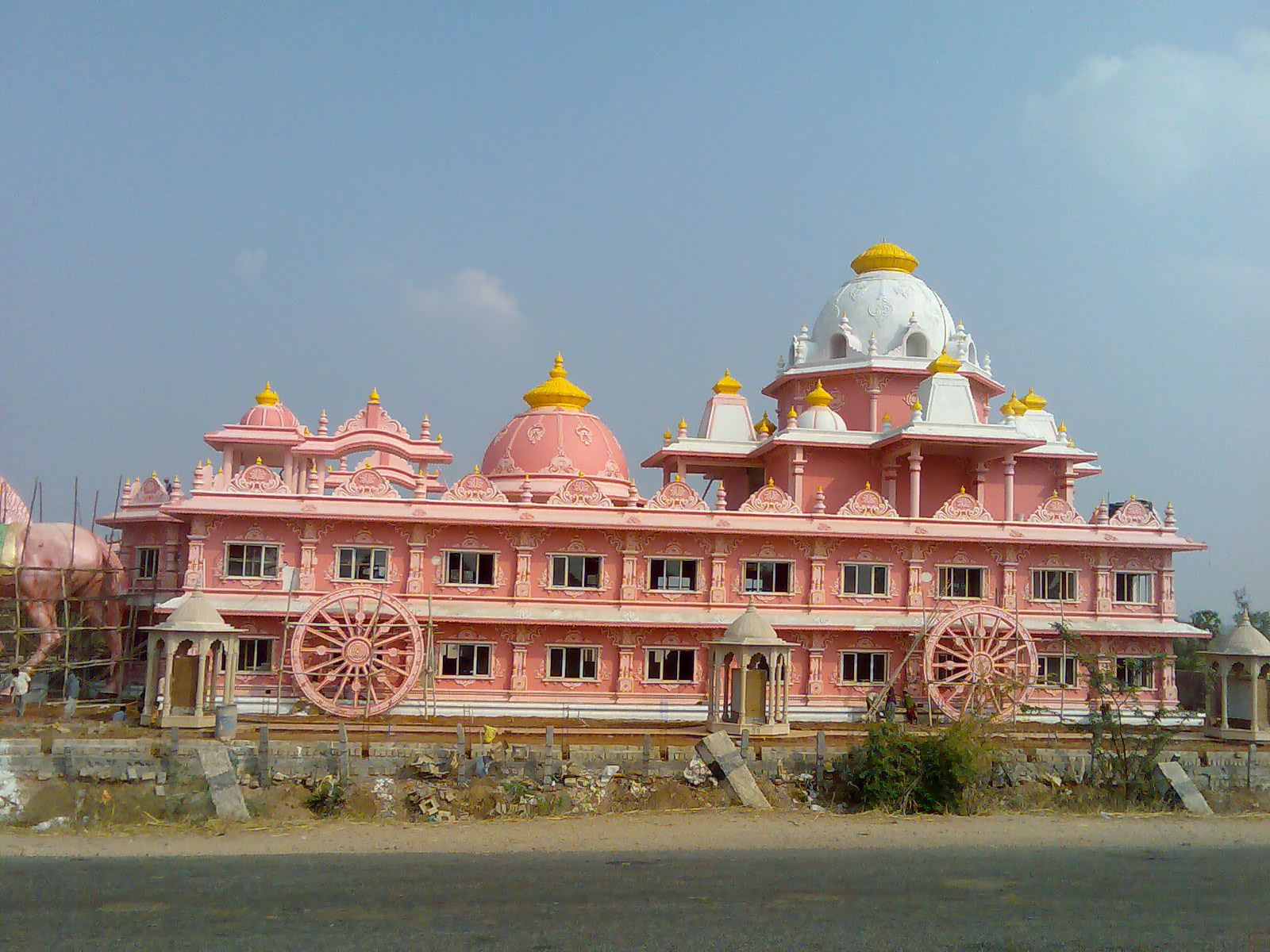
ISKCON-tempel ten noorden van Anantapur

Anantapur is een stad in het zuidwesten van de Indiase staat Andhra Pradesh. Anantapur is de hoofdstad van het gelijknamige district. De stad ligt 300 km ten zuiden van Haiderabad, tot 2024 nog de hoofdstad van Andhra Pradesh. De dichtstbijgelegen grootstad is Bangalore, 200 km meer naar het zuiden. Anantapur telde 261.004 inwoners bij de census van 2011.

## Demografie
Volgens de Indiase volkstelling van 2011 wonen er 261.004 mensen in Anantapur, waarvan 50,1% mannelijk en 49,9% vrouwelijk is. De plaats heeft een alfabetiseringsgraad van 81% (87% bij mannen, 75% bij vrouwen).